# Bunya

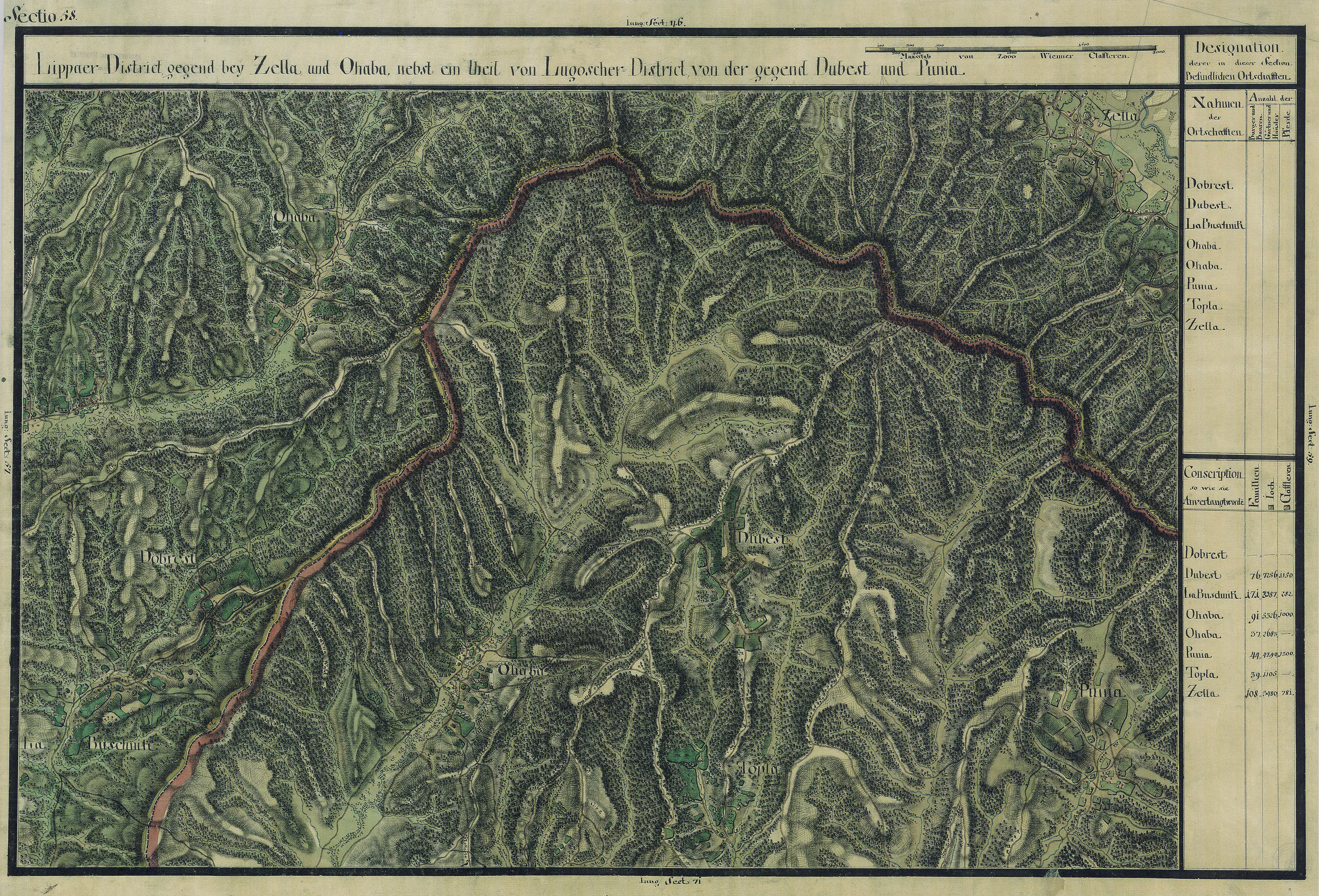
Bunya egy régi térképen

Bunya, románul: Bunea Mare, település Romániában, a Bánságban, Temes megyében.

## Fekvése
Lugostól északkeletre fekvő település.

## Története
Bunya a középkorban Krassó vármegyéhez tartozott. Nevét 1440-ben említette először oklevél Bahnia néven, mint Solymosvár 95. tartozékát. 1440-ben Buhnia, Bahnia, 1597-ben Bunie, 1617-ben Bunye, 1717-ben Banna, 1808-ban Bunya, 1888-ban Román-Bunya, 1913-ban Bunya néven írták.
A trianoni békeszerződés előtt Krassó-Szörény vármegye Marosi járásához tartozott.
1910-ben 790 lakosából 38 magyar, 749 román volt. Ebből 34 római katolikus, 749 görögkatolikus ortodox volt.